# Noche de hoguera

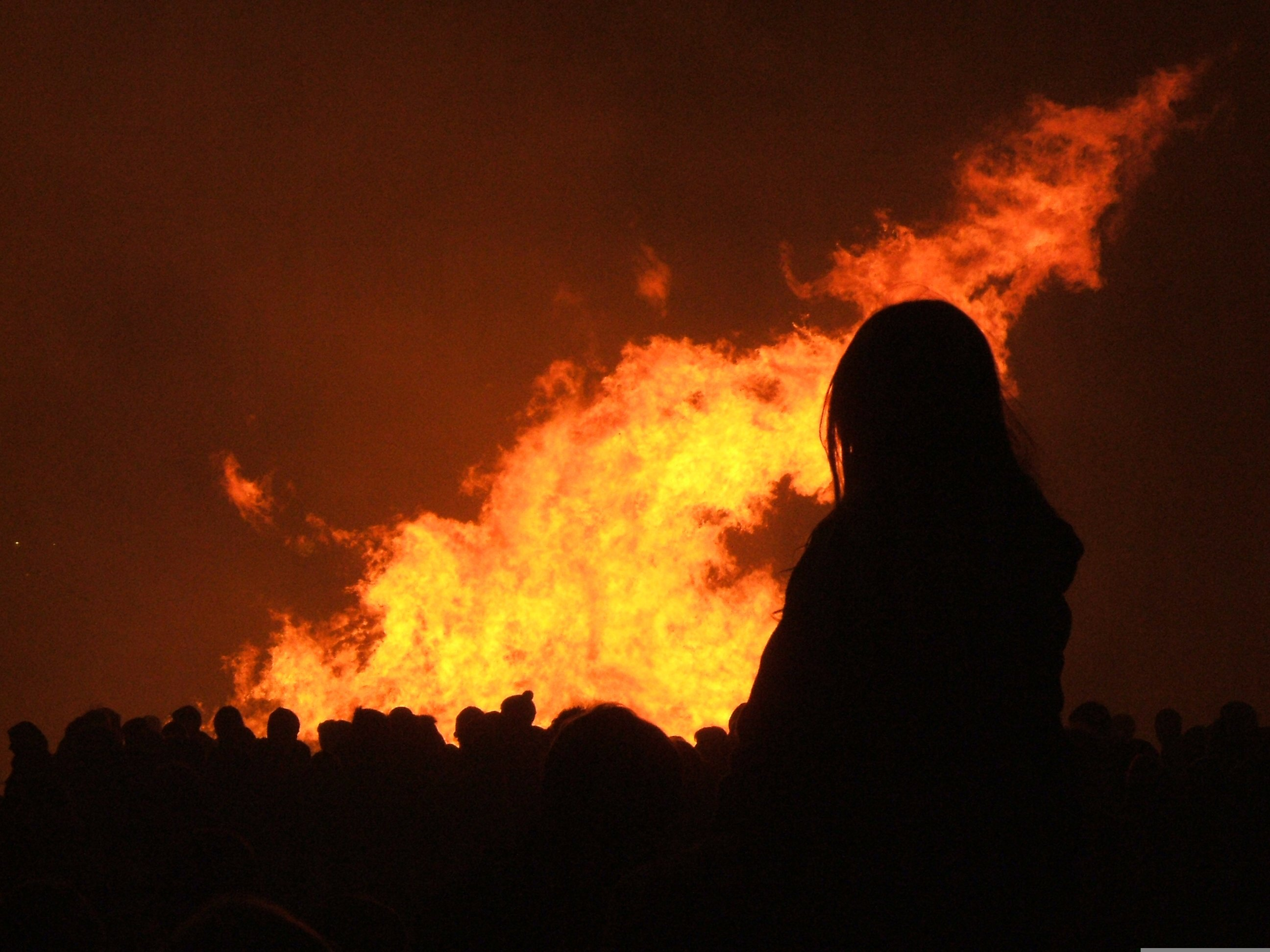
Noche de hoguera en Lewes, Sussex Oriental, Inglaterra, el 5 de noviembre de 2007.

La Noche de hoguera es un evento anual dedicado a las hogueras, fuegos artificiales y celebraciones. Diferentes tradiciones celebran la Noche de hoguera en días diferentes. Algunas de ellas más conocidas son: 5 de noviembre en el Reino Unido y algunos países de la Commonwealth (donde la Noche de hoguera es en la tradición de Noche de Guy Fawkes), 23 de junio en Irlanda, a veces conocida como la noche de San Juan en España, una tradición de hoguera que también persiste en algunos lugares de Escandinavia, 11 de julio en Irlanda del Norte, donde también se conoce como la noche Undécima, precursora de la Duodécima, y en Australia el Cumpleaños de la Reina. Varias otras culturas también incluyen celebraciones nocturnas con participación de hogueras o fuegos artificiales.
La tradición de la Noche de hoguera ha sido criticada por su impacto ambiental. Un estudio realizado en 1994 en Oxford, Inglaterra, encontró un aumento de cuatro veces en concentraciones de dioxinas y furanos en el aire después de una celebración de la Noche de hoguera.